# 2451 Dollfus
2451 Dollfus è un asteroide della fascia principale. Scoperto nel 1980, presenta un'orbita caratterizzata da un semiasse maggiore pari a 2,7242838 UA e da un'eccentricità di 0,1511215, inclinata di 8,56991° rispetto all'eclittica.